# ФК Бохемианс
Бохемианс Прага 1905 (на чешки: Bohemians Praha 1905) или просто Бохемианс е чешки футболен клуб от столицата Прага. Създаден през 1922 г. в Австро-Унгария.
Един от най-популярните клубове в Чехия. През 2005 клубът банкрутира, в резултат на лошото управление, но бил спасен от запалянковците, събрали пари за частично заплащане на дълговете на клуба. Символът на „Бохемианс“ е кенгуру – напомнящо за Австралия австралийското турне от 1927 година.

## Предишни имена
| Години      | Име                                                 |
| ----------- | --------------------------------------------------- |
| 1895        | СК „Котва“ Sportovni kroužek Kotva                  |
| 1905 – 1927 | АФК „Вршовице“ AFK Vršovice                         |
| 1927 – 1940 | АФК „Бохемианс“ AFK Bohemians                       |
| 1940 – 1945 | АФК „Бохемия“ AFK Bohemia                           |
| 1945 – 1948 | АФК „Бохемианс“ AFK Bohemians                       |
| 1948 – 1953 | „Железничари Прага“ Železničáři Praha               |
| 1953 – 1961 | „Спартак Прага Сталинград“ Spartak Praha Stalingrad |
| 1961 – 1965 | ЧКД „Прага“ ČKD Praha                               |
| 1965 – 1993 | „Бохемианс ЧКД Прага“ Bohemians ČKD Praha           |
| 1993 – 1995 | ФК „Бохемианс Прага“ FC Bohemians Praha             |
| 1995 – 2002 | ЦУ „Бохемианс Прага“ CU Bohemians Praha             |
| 2002 – 2005 | ФК „Бохемианс Прага“ FC Bohemians Praha             |
| 2005 – 2013 | „Бохемианс 1905“ Bohemians 1905                     |
| 2013 –      | „Бохемианс Прага 1905“ Bohemians Praha 1905         |

## История на възраждането
През 1993 година Бохемианс е приватизирован и в следващите 12 години в клуба се сменят 8 собственика, някои от тях са владели клуба по няколко пъти. В резултат на тези многочислени машинации незаинтересованите в клуба собственици на 30 януари 2005 година „Бохемката“ е обявява фалит и е изхвърлена от Висшата лига.
През февруари 2005 година феновете на „Бохемианс“ основаватАсоциация на феновете „Бохемианс“ (Družstvo fanoušků Bohemians). Започва събирането на пари за възстановяването на клуба. Минималният внос е в размер на 1000 крони. В числото на откликналите са известни деятели на културата, политиката и спортисти. Павел Мареш и Мартин Йиранек влагат във възстановяването на клуба 15 и 30 хиляди крони, съответственно. Бившият защитник на „Бохемианс“ Мартин Горак внася втората по размери сума 50 хиляди крони, а вратарят на Зенит (Санкт Петербург) Камил Чонтофальский извършва наистина героична постъпка, опрощавайки на „Бохемката“ дълг в размер на около 3 милиона крони.
През май 2005 година с парите на феновете е закупен лиценза за правото на участие в трета лига. Успяват съща да защитят футболната школа на клуба, а така също и стадион „Доличек“ в центъра на Прага.
През август 2005 година стартира новият сезон в третата по значимост лига на Чехия. В крайното класиране „Бохемианс“ заема 4-то място в лигата, но, купил лиценза на ФК „Ксаверов“ получава разрешение да играе във втора лига.
11 ини 2007 само след две и половина години след черния януари, „Бохемианс“ побеждава с 3:1 „Оломоуц“ – главния конкурент за влизане в първа дивизия на Чешкия футбол – Гамбринус Лига, и така печели второто място в таблицата с класирането и завръщане в елита.

## Отличия
в  Чехия: (1993 –)
- Гамбринус лига:
  -  Шампион (1): 2003/04
- Купа на Чехия:
  -  1/2 финалист (1): 2018/19
- Втора лига:
  -  Шампион (2): 1998/99, 2008/09

в  Чехословакия: (1945 – 1993)
- Чехословашка първа лига:
  -  Шампион (1): 1982/83
  -  Вицешампион (2): 1920, 1984/85
  -  Бронзов медал (12): 1918, 1927, 1930/31, 1931/32, 1949, 1950, 1974/75, 1979/80, 1980/81, 1981/82, 1983/84, 1986/87
- Купа на Чехословакия:
  -  Носител (1): 1981/82
  -  Финалист (1):: 1979/80, 1980/81, 1982/83,

в  Бохемия и Моравия: (1939 – 1944)
- Народна лига: (1 ниво)
  - 5-о място (3): 1940/41, 1841/42, 1942/43
- Централна бохемска дивизия: (2 ниво)
  -  Шампион (1): 1939/40
- Централна бохемска купа:
  -  Финалист (1):: 1941/42

в Европа
- Купа на УЕФА:
  - 1/2 финалист (1): 1982/83
- Купа Митропа:
  -  Финалист (1):: 1986/87
- Купа Пиано Карл Рапан:
  -  Носител (5): 1979, 1980, 1982, 1983, 1984